# The Sounds
The Sounds je švédská indie rocková skupina pocházející z Helsingborgu. Zakládajícími členy byli v roce 1999 Maja Ivarsson (zpěv), Felix Rodriguez (kytara), Johan Bengtsson (basová kytara), Jesper Anderberg (syntezátor) a Fredrik Nilsson (bicí).
V listopadu 2002 debutovali albem Living in America, o čtyři roky později vydali svoje zatím poslední studiové album Dying to Say This to You. Obě desky výrazně bodovaly v domácím Švédsku (4., resp. 8. místo v albové hitparádě) a otevřely jim dveře do celého světa. V roce 2007 koncertovali nejen ve Švédsku a západní Evropě, ale i v USA a Austrálii. Nutno podotknout, že prosincová vystoupení v Hollywoodu, Chicagu a New Yorku byla kompletně vyprodaná.

## Historie
Skupinu založili kamarádi z dětství Felix Rodriquez a Johan Bengtsson. Dalšími členy skupiny se stali jejich spolužáci Fredrik Nilsson coby bubeník a zpěvačka Maja Ivarsson (časopisem Blender označena za „Nejpřitažlivější ženu… Rocku"). Jespera Anderberga potkali náhodou na festivalu Hultsfred, jméno si kapela vymyslela až o několik měsíců později během výletu do Londýna.
Jejich debut Living in America , jenž byl nahrán ve Stockholmu, zaznamenal třetí místo v domácí albové hitparádě, prorazil v USA a obdržel řadu ocenění včetně švédské Grammy za nejlepší album roku. Následovalo turné s více než 300 koncerty s kapelami Foo Fighters, The Strokes, Morningwood, Angels & Airwaves, +44, Mando Diao a Panic! at the Disco.
Kapela se čím dál více zabydlovala ve Státech, mezi její fanoušky se hlásí celebrity jako Pharrell Williams, Quentin Tarantino, Thomas Johnson, Ben Khodadad, Britney Spears nebo Dave Grohl, který si při natáčení klipu Foo Fighters Times Like These dokonce oblékl červené tričko The Sounds.
Druhé album Dying to Say This to You už natáčeli v Kalifornii (konkrétně v Oaklandu, Studio 880), za producenta si zvolili Jeffa Saltzmana (produkoval první album The Killers Hot Fuss). V roce 2006 The Sounds hojně koncertovali po Evropě (spolu s Panic! at the Disco) a v USA (s Angels & Airwaves). Následující rok byl opět ve znamení koncertů k aktuální desce Dying to Say This to You, kapela odehrála úctyhodných 123 vystoupení, které byly až na výjimky vyprodané.

## Zajímavosti
- Singl „Seven Days a Week“ z alba Living in America se objevil v počítačové hře FIFA 2005.
- Zpěvačka Maja Ivarsson si zahrála a zazpívala ve videoklipu skupiny Cobra Starship – „Snakes on A Plane (Bring It)“, obsaženém ve filmu Hadi v letadle. Díky tomuto poměrně známému filmu proslavila sebe a The Sounds (především v USA).
- Píseň „Queen of Apology“ zazněla ve známém horroru Nezvratný osud 3. Remix této písně byl vydán též na soundtracku k filmu Hadi v letadle.
- Singl „Rock'n Roll“ se objevil na kompilaci Viva La Bands a ve filmu Nesvatbovi.
- Píseň „Like a Lady“ zazněla ve švédském filmu Hip Hip Hora.
- Mobilní operátor T-mobile použil jejich hit „Tony the Beat“ v české reklamě na volání Girls Talk.

## Diskografie

### Studiová alba
- Living in America (vydáno 11. listopadu 2002)
- Dying to Say This to You (vydáno 21. března 2006)
- Crossing The Rubicon (vydáno 2. června 2009)
- Something To Die For (vydáno 29. března 2011)

### EP
- Dying to Say This to You EP
- Live EP (vydáno 30. března 2006)

### Singly
| Rok  | Název                                            | Umístění (Švédsko) |
| ---- | ------------------------------------------------ | ------------------ |
| 2002 | „Living in America / The S.O.U.N.D.S.“           | -                  |
| 2002 | „Hit Me!/Fire“                                   | 26.                |
| 2002 | „Living In America“                              | 3.                 |
| 2003 | „Seven Days A Week“                              | 20.                |
| 2003 | „Dance With Me“                                  | -                  |
| 2003 | „Rock'n Roll“                                    | 27.                |
| 2006 | „Song with a Mission“                            | 22.                |
| 2006 | „Tony the Beat“                                  | -                  |
| 2006 | „Painted By Numbers“                             | -                  |
| 2006 | „Painted By Numbers“ (US verze)                  | -                  |
| 2006 | „Tony the Beat“ (US verze)                       | -                  |
| 2006 | „Song with a Mission / Goodbye 70s“ (U.S. verze) | -                  |
| 2007 | „Tony The Beat“ (UK verze)                       | -                  |
| 2007 | „Painted By Numbers“ (UK verze)                  | -                  |